# B. Wencke Söhne
B. Wencke Söhne war eine deutsche Werft und Reederei, die ab 1839 zunächst in Bremen und ab 1851 in Hamburg Schiffe baute.

## B.Wencke (Bremen 1839)
Bernhard Wencke, der Firmengründer, baute in Bremen von 1839 bis 1848 fast 25 hölzerne Segelschiffe in Größen von 50 bis 500 Lasten für verschiedene Reeder.

## B.Wencke Söhne (Hamburg 1851)

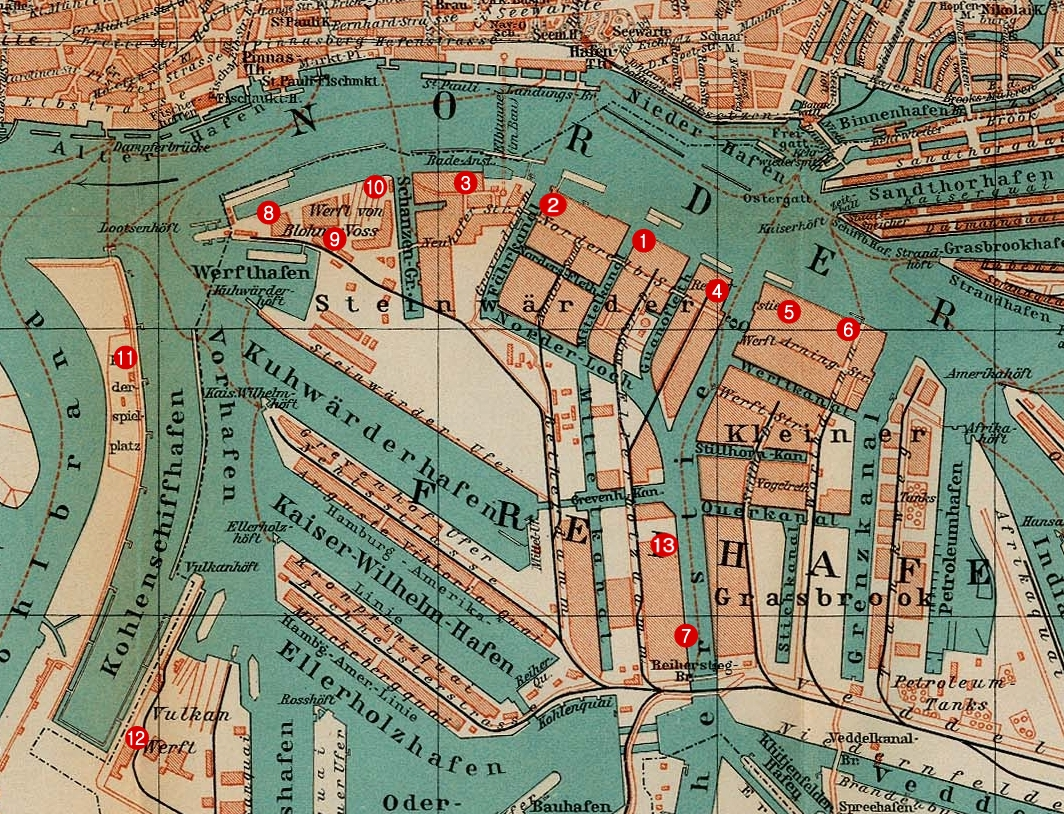
Nr. 4: Werft B. Wencke Söhne (1850–1900)

1850/51 zog Friedrich Wencke, der im Ausland eine Ausbildung im Schiffbau erhielt, nach Hamburg um und baute in Steinwerder eine Werft auf. Am 11. Oktober 1851 wurde dort das erste gemauerte Trockendock in Betrieb genommen. Der Bau war aufwendig und mit 100.000 M Ct (Courantmark) sehr teuer. Da es nicht dicht war und ständig Wasser einsickerte, hieß es im Volksmund „Quellental“. Er war gemeinsam mit seinem Bruder Heinrich Wencke (1844–1919) in der Unternehmensleitung der väterlichen Werft.
Auf der Werft B. Wencke Söhne wurden von 1851 bis 1900 zirka 90 Schiffe gebaut. Es waren in der ersten Phase anfangs Holzschiffe, vorwiegend Barken, Vollschiffe und Schoner bis 1000 Registertonnen, viele davon wurden auf eigene Rechnung gebaut. Nach der Umstellung auf den Eisenschiffbau (zweite Phase) wurden Schleppdampfer, Fischdampfer, Personendampfer und Dampfbarkassen vorwiegend auf fremde Rechnung gebaut. Der Frachtdampfer Inlander mit 750 BRT für die Deutsch-Australische Dampfschiffs-Gesellschaft in Hamburg war das größte Schiffe dieser zweiten Phase.
Die Werft wurde 1900 von der Reiherstiegwerft übernommen.
Insgesamt wurden von Wencke in Bremen und Hamburg über 100 Schiffe gebaut.

## Reederei B.Wencke Söhne

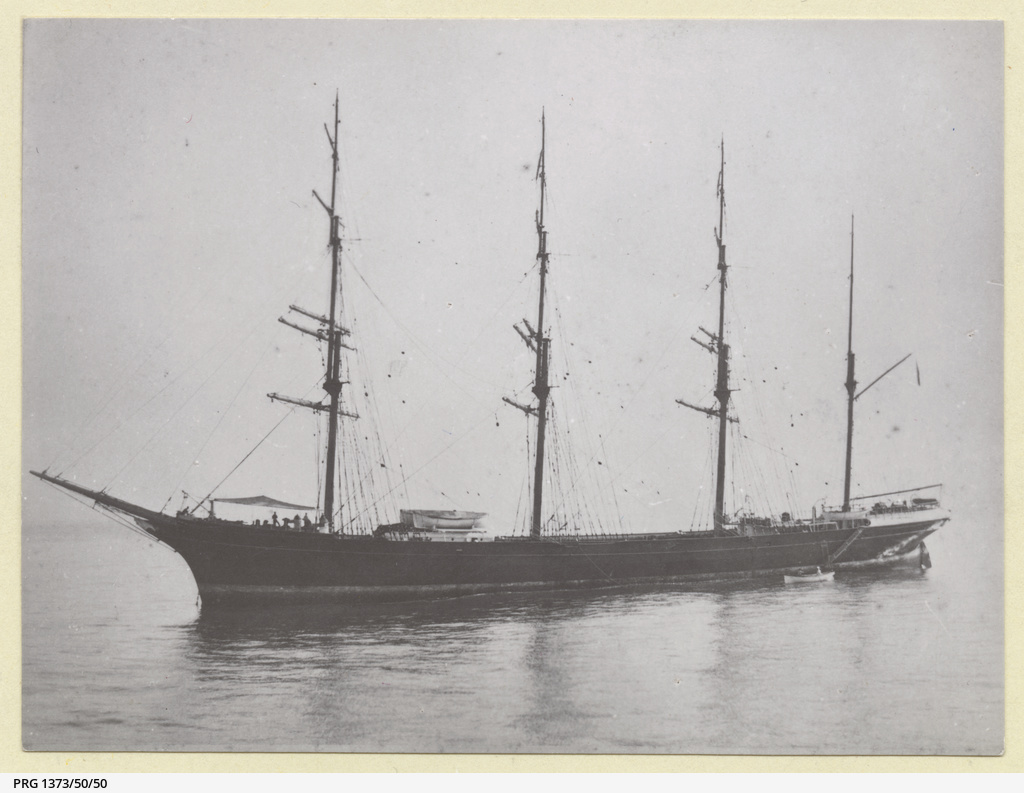
Auf Reede, vor 1907

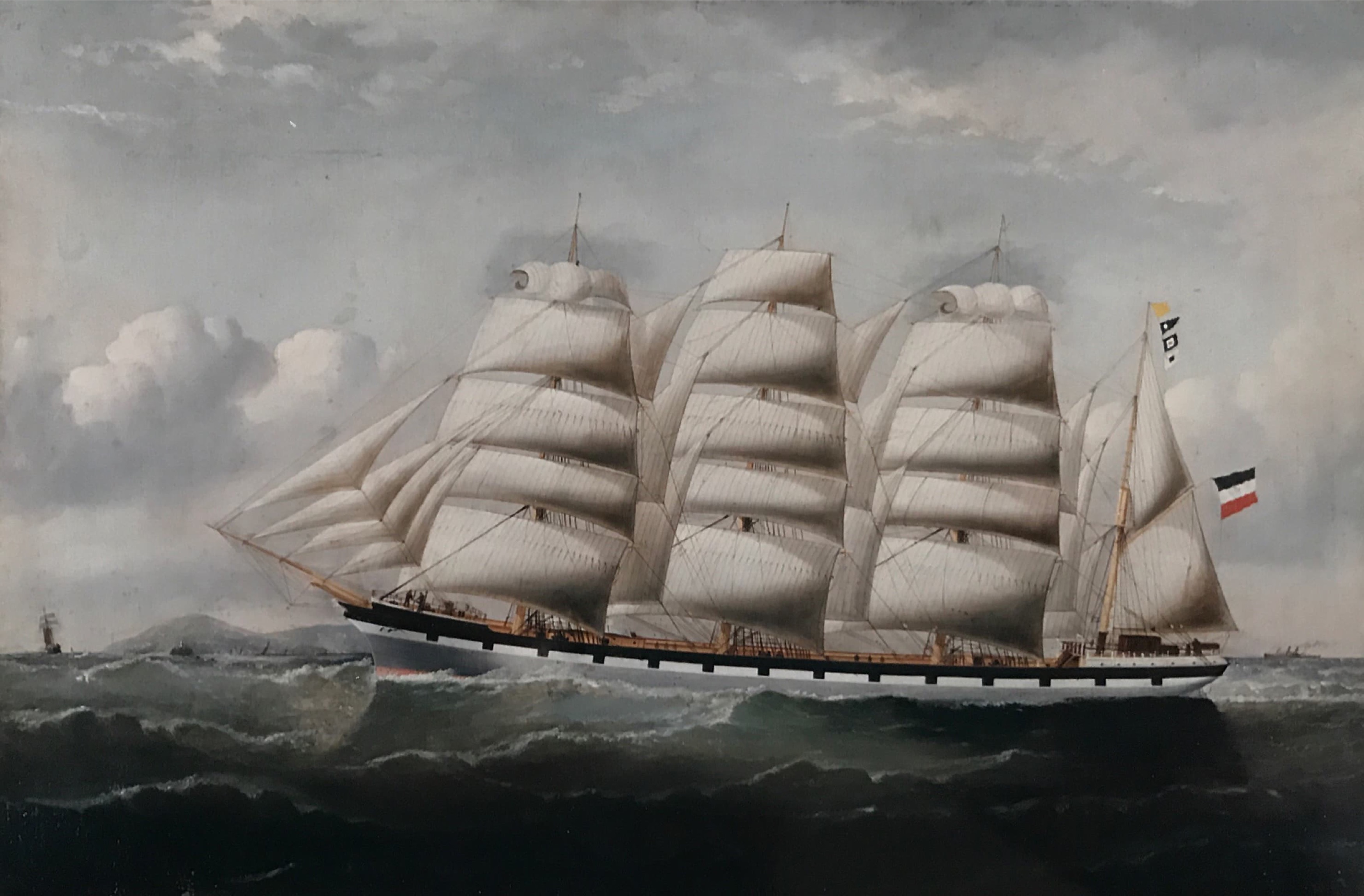
RICHARD WAGNER, 1888 Gemälde von William Howard Yorke

URANIA am Pier um 1900

Link zum Bild

Die Reederei B. Wencke Söhne war in Hamburg sehr erfolgreich und entwickelte sich im 19. Jahrhundert zur zweitgrößten Hamburger Segelschiffsreederei. In Spitzenzeiten wurden bis zu 30 Segelschiffe beschäftigt, die aus dem wichtigen Fahrtgebiet Chile Salpeter transportierten. Das größte Schiff war die Viermastbark Urania mit 3265 BRT.
Bekannte Segelschiffe und deren Kapitäne:
- Vollschiff PARNASSOS (1894–1906) (RKCG)
  - 1894–1897 Bachmann, C.

- Vollschiff KLIO (1888–1906) (RHKM)
  - 1888–1889 Bramslöw, F.C.
  - 1890–1890 Rowehl, D.
  - 1899–1901 Paulsen, P.
  - 1902–1906 Peters, W.

- Viermast Vollschiff POLYMNIA (1886–1906) (RGWD), ab 1896 Viermast Bark
  - 1886–18xx Diedrichsen, V.B.

- Viermast Bark PINDOS (1886–1906) (RKMN)
  - 1896–1899 Auhagen, Richard
  - 1899–1900 Timmer, J.
  - 1901–1906 Jochensen, Emil

- Viermast Bark ATHENE (1898–1906) (RLHK )
  - 1898–1906 Dreyer, F.

- Viermast Bark HEBE (RUWQ)
  - 1891–1898 Rowehl, D.

- Viermast Bark HEBE (1899–1906) (QGKT)
  - 1899–1905 Korff, H.

- Viermast Bark MNEME (1903–1906) (RNCK)
  - 1903–1904 Hansen, J.
  - 1905–1906 Petersen, Peter

- Viermast Bark HERA (1889–1906) (RHPL)
  - 1891–1896 Romberg, Otto (* 1844  †)
  - 1896–1903 Külsen, Jürgen Friedrich (* 28. Juni 1867 Großenbrode; † 1927)
  - 1905–1906 Wiese, W.

- Viermast Bark URANIA (RMKQ)
  - 1902–1903 Wolters, F. (*   †)
  - 1904–1905 Peitsmeier, E. (*   †)
  - 1905–1906 Timmer, J.

Nach dem Tod des letzten Inhaber Friedrich Wencke wurde die Reederei 1906 aufgelöst.